# Nigérie na Letních olympijských hrách 2000
Nigérie se účastnil Letní olympiády 2000. Zastupovalo ho 83 sportovců (44 muži a 39 žen) v 8 sportech.

## Medailisté
| Medaile | Jméno                                                                                                  | Sport    | Soutěž                   |
| ------- | --- | -------- | ------------------------ |
| Zlato   | Clement Chukwu Jude Monye Sunday Bada Enefiok Udo-Obong Nduka Awazie (rozběh) Fidelis Gadzama (rozběh) | Atletika | Muži štafeta 4 × 400 m   |
| Stříbro | Glory Alozieová                                                                                        | Atletika | Ženy 100 metrů překážek  |
| Stříbro | Ruth Ogbeifo                                                                                           | Vzpírání | ženy těžká váha do 75 kg |